# Min nan
A chamada língua Min do Sul ou Min Nan (chinês simplificado: 闽南语; chinês tradicional: 閩南語; pinyin: Mǐnnányǔ; Pe̍h-ōe-jī: Bân-lâm-gí/Bân-lâm-gú; lit. "língua do sul de Fujian") é, na verdade, uma família de línguas chinesas falada no sul da província chinesa de Fujian, assim como em outras áreas da China e do Sudeste Asiático, em locais para onde emigraram chineses. Essa variedade dos dialetos Min é falada por cerca de 49 milhões de pessoas. Em Taiwan, também se fala uma forma das línguas min do sul que é chamada de “taiwanês”. 

## Árvore da família linguística Min
|  | \| \| Min bei \| \| \| \| \| \| Shaojiang min bei \| \| \| \| |
|  |                                                               |
|  | Mindong                                                       |
|  |                                                               |
|  | Minzhong                                                      |
|  |                                                               |
|  | Puxian                                                        |
|  |                                                               |
|  | Min bei                                                       |
|  |                                                               |
|  | Shaojiang min bei                                             |
|  |                                                               |

|  | Min bei           |
|  |                   |
|  | Shaojiang min bei |
|  |                   |

|  | Amoy             |
|  |                  |
|  | Hoklo (taiwanês) |
|  |                  |

|  | Leizhou             |
|  |                     |
|  | Hainanés (Qiongwen) |
|  |                     |

|  | Amoy             |
|  |                  |
|  | Hoklo (taiwanês) |
|  |                  |

|  | Leizhou             |
|  |                     |
|  | Hainanés (Qiongwen) |
|  |                     |

|  | \| \| Min bei \| \| \| \| \| \| Shaojiang min bei \| \| \| \| |
|  |                                                               |
|  | Mindong                                                       |
|  |                                                               |
|  | Minzhong                                                      |
|  |                                                               |
|  | Puxian                                                        |
|  |                                                               |
|  | Min bei                                                       |
|  |                                                               |
|  | Shaojiang min bei                                             |
|  |                                                               |

|  | Min bei           |
|  |                   |
|  | Shaojiang min bei |
|  |                   |

|  | Amoy             |
|  |                  |
|  | Hoklo (taiwanês) |
|  |                  |

|  | Leizhou             |
|  |                     |
|  | Hainanés (Qiongwen) |
|  |                     |

|  | Amoy             |
|  |                  |
|  | Hoklo (taiwanês) |
|  |                  |

|  | Leizhou             |
|  |                     |
|  | Hainanés (Qiongwen) |
|  |                     |

## Tons
O Min do Sul retém sete dos oito tons do Chinês.
1. 陰平 Yin-ping |44|
2. 上聲 Shang-sheng |51|
3. 陰去 Yin-qu |31|
4. 陰入 Yin-ru |3|
5. 陽平 Yang-ping |24|
6. 陽去 Yang-qu |33|
7. 陽入 Yang-ru |5|

Os números indicados entre barras ( | | ) mostram o contorno do Tom (no sub-dialeto de Xiamen), sendo 1 o tom mais baixo e 5 o mais alto. Como uma diferença em relação aos demais dialetos chineses, tais como o Cantonês, todos os tons “Min Nan” estão sujeitos ao Sândi nos tons, o que significa que o tom de um sílaba se modifica por influência da sílaba seguinte.